# Reaching into Infinity
Reaching into Infinity è il settimo album in studio del gruppo musicale britannico DragonForce, pubblicato nel 2017. Il disco contiene il brano più lungo di tutta la discografia dei DragonForce, The Edge of the World, della durata di 11:03 minuti. 

## Tracce
1. Reaching into Infinity (instrumental) – 1:25
2. Ashes of the Dawn – 4:33
3. Judgement Day – 6:13
4. Astral Empire – 5:24
5. Curse of Darkness – 5:35
6. Silence – 4:50
7. Midnight Madness – 6:21
8. WAR! – 5:19
9. Land of Shattered Dreams – 4:59
10. The Edge of the World – 11:03
11. Our Final Stand – 5:04

Tracce bonus nell'edizione speciale
1. Hatred and Revenge – 5:26
2. Evil Dead (Death cover) – 3:21

## Formazione
- Marc Hudson – voce, cori
- Herman Li – chitarra, cori
- Sam Totman – chitarra, cori
- Gee Anzalone – batteria
- Vadim Pruzhanov – tastiera, pianoforte, cori
- Frédéric Leclercq – basso, chitarra, cori